# Regina septemvittata
Espèce
Synonymes
- Coluber septemvittatus Say, 1825
- Tropidonotus leberis Duméril & Bibron, 1854

Statut de conservation UICN

 LC  : Préoccupation mineure
Regina septemvittata, la Couleuvre souveraine, est une espèce de serpents de la famille des Natricidae.

## Répartition
Cette espèce se rencontre :
- au Canada en Ontario ;
- aux États-Unis en Arkansas, dans le sud-est du Wisconsin, dans le nord-est de l'Illinois, au Michigan, en Indiana, en Ohio, dans l'ouest de l'État de New York, en Pennsylvanie, au Maryland, au Delaware, en Virginie-Occidentale, en Virginie, au Kentucky, au Tennessee, en Caroline du Nord, en Caroline du Sud, en Géorgie, en Alabama, au Mississippi, dans le sud-ouest du Missouri et dans le nord-ouest de la Floride.

## Description

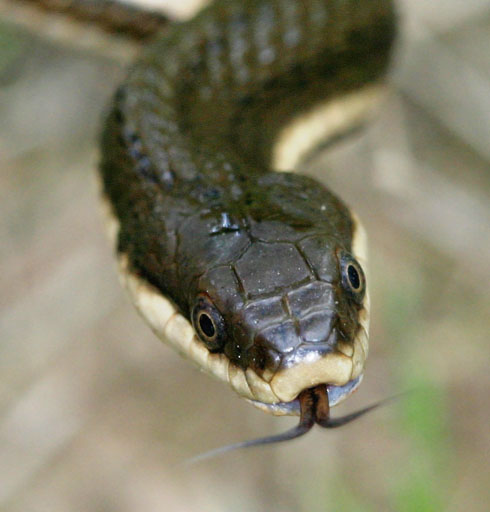

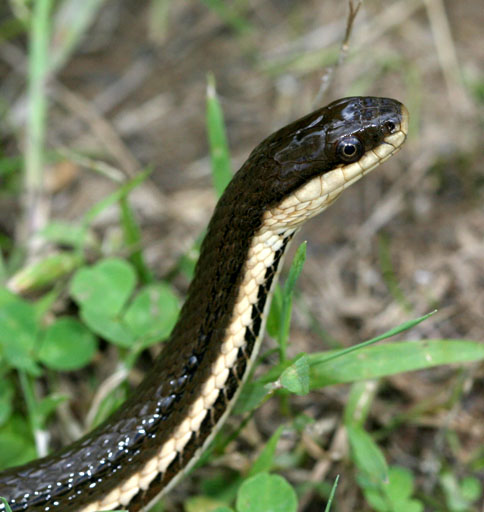

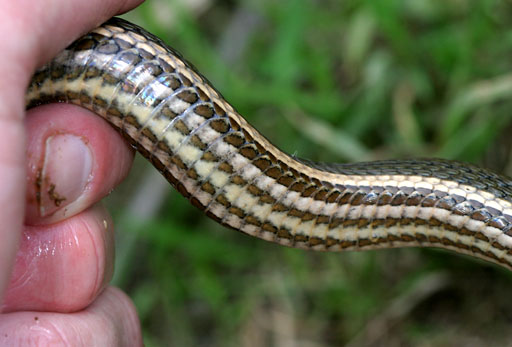

C'est un serpent vivipare.

## Publication originale
- Say, 1825 "1824" : Description of three new species of Coluber, inhabiting the United States. Journal of the Academy of Natural Sciences of Philadelphia, vol. 4, no 2, p. 237-242 (texte intégral).